# Christiane Minazzoli
Christiane Minazzoli (11 de julio de 1931 – 2 de noviembre de 2014) fue una actriz teatral, cinematográfica y televisiva de nacionalidad francesa.

## Biografía
Su nombre completo era Christiane Judith Yvette Minazzoli, y nació en Saint-Ouen, Francia, siendo su madre de Paso de Calais, mientras que su padre era un italiano del Piamonte. 
Siendo muy joven cursó estudios de baile clásico en el Conservatorio nacional de París, debutando en el teatro con el grupo de los Branquignols. En 1952, acabada su formación en el Conservatorio, fue admitida en el Teatro Nacional Popular (TNP) por Jean Vilar y Gérard Philipe. Permaneció en dicha formación once años, actuando en grandes clásicos representados en el Palacio de Chaillot, en el Festival de Aviñón y en giras internacionales. 
A partir de 1963 interpretó piezas de autores contemporáneos en diferentes teatros parisinos, dedicándose, igualmente, al cine y a la televisión.
En 1969, Christiane Minazzoli se casó con Philippe Thomas, empresario, con el que tuvo dos hijos, Benjamin (nacido en 1970) y Sébastien (1973). Ese mismo año trabajó, formando parte de un gran reparto (Jean-Claude Drouot, Claude Jade, Christine Delaroche) en el telefilm Le Songe d'une nuit d'été, de Jean-Christophe Averty, producción en la cual encarnó a Titania. 
Christiane Minazzoli dio fin a su carrera en 2001, falleciendo en París en 2014 a causa de un cáncer.

## Teatro

### Teatro Nacional Popular
- 1953 : Don Juan, de Molière, escenografía de Jean Vilar, Festival de Aviñón
- 1953 : Ricardo II, de William Shakespeare, escenografía de Jean Vilar, Festival de Aviñón
- 1953 : El médico a palos, de Molière, escenografía de  Jean-Pierre Darras, Festival de Aviñón
- 1954 : El príncipe de Hombourg, de Heinrich von Kleist, escenografía de Jean Vilar, Festival de Aviñón
- 1954 : Lorenzaccio, de Alfred de Musset, escenografía de Gérard Philipe, Théâtre de Chaillot
- 1954 : Ruy Blas, de Victor Hugo, escenografía de Jean Vilar
- 1955 : El atolondrado o los contratiempos, de Molière, escenografía de Daniel Sorano, Théâtre Montansier
- 1955 : Don Juan, de Molière, escenografía de Jean Vilar, Festival de Aviñón
- 1956 : Las mujeres sabias, de Molière, escenografía de Jean-Paul Moulinot, Théâtre de Chaillot
- 1956 : El príncipe de Hombourg, de Heinrich von Kleist, escenografía de Jean Vilar, Festival de Aviñón
- 1956 : Macbeth, de William Shakespeare, escenografía de Jean Vilar, Festival de Aviñón
- 1956 : Platonov, de Antón Chéjov, escenografía de  Jean Vilar, Festival de Burdeos
- 1956 : El avaro, de Molière, escenografía de Jean Vilar
- 1957 : El enfermo imaginario, de Molière, escenografía de Daniel Sorano, Théâtre de Chaillot
- 1959 : La Fête du cordonnier, de Michel Vinaver d'après Thomas Dekker, escenografía de Georges Wilson, Théâtre de Chaillot
- 1959 : El sueño de una noche de verano, de William Shakespeare, escenografía de Jean Vilar, Festival de Aviñón
- 1959 : Madre Coraje y sus hijos, de Bertolt Brecht, escenografía de Jean Vilar, Festival de Aviñón
- 1959 : La Mort de Danton, de Georg Büchner, escenografía de Jean Vilar, Théâtre de Chaillot
- 1960 : Erik XIV, de August Strindberg, escenografía de  Jean Vilar, Théâtre de Chaillot, Festival de Aviñón
- 1960 : Antígona, de Sófocles, escenografía de Jean Vilar, Festival de Aviñón
- 1960 : Madre Coraje y sus hijo, de Bertolt Brecht, escenografía de Jean Vilar, Festival de Aviñón
- 1960 : La resistible ascensión de Arturo Ui, de Bertolt Brecht, escenografía de Jean Vilar y Georges Wilson, Théâtre de Chaillot
- 1961 : Loin de Rueil, de Maurice Jarre y Roger Pillaudin a partir de Raymond Queneau, escenografía de  Maurice Jarre y Jean Vilar, Théâtre de Chaillot
- 1961 : Antígona, de Sófocles, escenografía de Jean Vilar, Festival de Aviñón
- 1961 : El alcalde de Zalamea, de Pedro Calderón de la Barca, escenografía de Georges Riquier y Jean Vilar, Festival de Aviñón
- 1961 : I rusteghi, de Carlo Goldoni, escenografía de  Roger Mollien y Jean Vilar, Festival de Aviñón
- 1961 : La paz, de Aristófanes, escenografía de Jean Vilar, Théâtre de Chaillot
- 1962 : La Reine galante, de André Castelot, escenografía de Jean-Pierre Grenier, Théâtre des Ambassadeurs
- 1962 : El avaro, de Molière, escenografía de Jean Vilar, Théâtre de Chaillot, Festival de Aviñón
- 1962 : No habrá guerra de Troya, de Jean Giraudoux, escenografía de Jean Vilar, Festival de Aviñón
- 1962 : I rusteghi, de Carlo Goldoni, escenografía de  Roger Mollien y Jean Vilar, Festival de Aviñón
- 1963 : Luces de bohemia, de Ramón María del Valle-Inclán, escenografía de Georges Wilson, Théâtre de Chaillot
- 1963 : El avaro, de Molière, escenografía de Jean Vilar, Festival de Aviñón
- 1963 : No habrá guerra de Troya, de Jean Giraudoux, escenografía de Jean Vilar, Festival de Aviñón
- 1963 : A Man for All Seasons, de Robert Bolt, escenografía de Jean Vilar, Théâtre de Chaillot y Festival de Aviñón
- 1966 : El avaro, de Molière, escenografía de Jean Vilar, Festival du Marais, Hôtel de Rohan

### Posteriormente al TNP
- 1964 : Ricardo III, de Shakespeare, escenografía de Jean Anouilh y Roland Piétri, Théâtre Montparnasse
- 1965 : L'Accusateur public, de Fritz Hochwälder, escenografía de Claude Régy, Théâtre des Mathurins
- 1966 : El avaro, de Molière, escenografía de Jean Vilar, Festival du Marais y Hôtel de Rohan
- 1966 : La Convention de Belzébir, de Marcel Aymé, escenografía de René Dupuy, Théâtre de l'Athénée
- 1969 : On ne sait jamais, escrita y dirigida por André Roussin, Théâtre de la Michodière
- 1971 : Le Client, escrita y dirigida por Jean-Claude Carrière, Théâtre de la Michodière
- 1972 : Une anguille pour rêver, de William Payne, escenografía de Marcel Lupovici, Théâtre 347
- 1974 : Le Canard à l'orange, de William Douglas Home, adaptación de Marc-Gilbert Sauvajon, escenografía de Pierre Mondy
- 1974 : Lady Pain d'épice, de Neil Simon, escenografía de Emilio Bruzzo, Théâtre de l'Œuvre
- 1975 : L'Autre Valse, de Françoise Dorin, escenografía de Michel Roux, Théâtre des Variétés
- 1977 : Le Jour et la Nuit, de Élie Pressmann, Festival de Aviñón
- 1978 : Le Jour et la Nuit, de Élie Pressmann, escenografía de Pierre Boutron, Teatro del Odéon
- 1978 : I rusteghi, de Carlo Goldoni, escenografía de  Claude Santelli, Théâtre de la Michodière
- 1979 : Coup de chapeau, de Bernard Slade, escenografía de Pierre Mondy, Théâtre de la Michodière
- 1982 : I rusteghi, de Carlo Goldoni, escenografía de  Claude Santelli, Teatro Eldorado
- 1984 : Les Temps difficiles, de Édouard Bourdet, escenografía de Pierre Dux, Théâtre des Variétés
- 1992 : Héritage, de Augustus Goetz y Ruth Goetz a partir de Henry James, escenografía de Gildas Bourdet, Centre national de création d'Orléans, Théâtre de Paris, Festival d'Anjou, Festival de Ramatuelle
- 1994 : Enrique IV, de Luigi Pirandello, escenografía de Georges Wilson, Théâtre de l'Œuvre
- 1996 : La Cour des comédiens, de Antoine Vitez, escenografía de Georges Lavaudant, Festival de Aviñón
- 1997 : Georges Dandin, de Molière, escenografía de  Francis Perrin, Théâtre Montansier
- 1998 : Le Nouveau Testament, de Sacha Guitry, escenografía de Jean-Laurent Cochet, Théâtre Mouffetard
- 1999 : September, de Woody Allen, escenografía de  Woody Allen, Théâtre Mouffetard
- 2001 : Ne réveillez pas Madame, de Jean Anouilh, escenografía de Francis Perrin, Théâtre de Paris

## Filmografía

### Cine
- 1949 : Branquignol, de Robert Dhery
- 1952 : Casque d'or, de Jacques Becker
- 1952 : Mon curé chez les riches, de Henri Diamant-Berger
- 1953 : Rue de l'Estrapade, de Jacques Becker
- 1953 : Des quintuplés au pensionnat, de René Jayet
- 1954 : Cadet Rousselle, de André Hunebelle
- 1956 : Treize à table, de André Hunebelle
- 1962 : Bolivar 63-29, de Serge d'Artec
- 1963 : Les aventures de Salavin, de Pierre Granier-Deferre
- 1963 : Les Femmes d'abord, de Raoul André
- 1963 : À toi de faire... mignonne, de Bernard Borderie
- 1964 : Lucky Jo, de Michel Deville
- 1964 : Hardi ! Pardaillan, de Bernard Borderie
- 1965 : Passeport diplomatique agent K 8, de Robert Vernay
- 1966 : Les malabars sont au parfum, de Guy Lefranc
- 1966 : La Femme perdue, de Tulio Demicheli
- 1968 : La Nuit infidèle, de Antoine d'Ormesson
- 1969 : Faites donc plaisir aux amis, de Francis Rigaud
- 1969 : L'Auvergnat et l'Autobus, de Guy Lefranc
- 1973 : Un homme libre, de Roberto Muller
- 1975 : Historia de O, de Just Jaeckin
- 1985 : Ça n'arrive qu'à moi, de Francis Perrin
- 1988 : Trois places pour le 26, de Jacques Demy
- 1991 : Madame Bovary, de Claude Chabrol
- 1992 : Betty, de Claude Chabrol
- 1994 : El infierno, de Claude Chabrol
- 1996 : Les Deux papas et la maman, de Jean-Marc Longval y Smaïn

### Televisión
- 1955 : Tu ne m'échapperas jamais, de Marcel Bluwal
- 1958 : Misère et noblesse, de Marcel Bluwal
- 1959 : Cristobal de Lugo, de Jean-Paul Carrère
- 1961 : Loin de Rueil, de Claude Barma
- 1963 : Le Maître de Ballantrae, de Abder Isker
- 1963 : Les Rustres, de Jean Pignol
- 1966 : Le train bleu s'arrête 13 fois, de Yannick Andréi, episodio Monaco : non-lieu
- 1966 : Gerfaut, de François Gir
- 1966 : La Morale de l'histoire, de Claude Dagues
- 1966 : L'Avare, de Robert Valey
- 1966 : Le Trompette de la Bérésina, de Jean-Paul Carrère
- 1966 : Commando spatial, de Rolf Honold
- 1967 : Malican père et fils, episodio Danger de mort, de Yannick Andréi
- 1968 : Cinq jours d'automne, de Pierre Badel
- 1968 : Turcaret, de Lazare Iglesis
- 1968 : La Dame fantôme, de François Gir
- 1969 : Le Songe d'une nuit d'été, de Jean-Christophe Averty
- 1972 : Les Évasions célèbres, episodio L'Evasion du duc de Beaufort, de Christian-Jaque
- 1973 : Le Provocateur, de Bernard Toublanc-Michel
- 1975 : Des Christoffel von Grimmelshausen abenteuerlicher Simplicissimus
- 1976 : Désiré, de Jeannette Hubert
- 1977 : Chantecler, de Jean-Christophe Averty
- 1978 : Les Grandes Conjurations : La Guerre des trois Henri, de Marcel Cravenne
- 1979 : Emmenez-moi au théâtre: Le Canard à l'orange, de André Flédérick
- 1980 : Julien Fontanes, magistrat: Une femme résolue, de Bernard Toublanc-Michel
- 1982 : Comme un roseau, de Alain Dhénaut
- 1982 : La Nuit du général Boulanger, de Hervé Bromberger
- 1982 : Malesherbes, avocat du roi, de Yves-André Hubert
- 1982 : La Nuit de Matignon, de Georges Farrel
- 1985 : Brigade Verte
- 1988 : La Vie en panne, de Agnès Delarive
- 1988 : Un château au soleil, de Robert Mazoyer
- 1988 : Les Cinq Dernières Minutes, La ballade de Menardeau, de Maurice Frydland
- 1989 : Les Dossiers secrets de l'inspecteur Lavardin: Maux croisés, de Claude Chabrol
- 1997 : Sans cérémonie, de Michel Lang

### Au théâtre ce soir
- 1968 : Les Compagnons de la marjolaine, de Marcel Achard, escenografía de Robert Manuel, dirección de Pierre Sabbagh, Théâtre Marigny
- 1969 : Many, de Alfred Adam, escenografía de Pierre Dux, dirección de Pierre Sabbagh, Théâtre Marigny
- 1969 : L’Amour des quatre colonels, de Peter Ustinov, adaptación de Marc-Gilbert Sauvajon, escenografía de Jean-Pierre Grenier, dirección de Pierre Sabbagh, Théâtre Marigny
- 1971 : Caroline, de Somerset Maugham, escenografía de Grégoire Aslan, dirección de Pierre Sabbagh, Théâtre Marigny
- 1972 : Les Français à Moscou, de Pol Quentin, escenografía de Michel Roux, dirección de Georges Folgoas, Théâtre Marigny
- 1981 : Monsieur Vernet, de Jules Renard, escenografía de Robert Manuel, dirección de Pierre Sabbagh, Théâtre Marigny